# Alhadas
Alhadas est une paroisse civile portugaise (en portugais : freguesia) de la municipalité de Figueira da Foz dans le district et la région de Coimbra.

## Géographie
Alhadas est située au nord-est du centre urbain de Figueira da Foz.
La paroisse comprend 36 villages et hameaux. Elle est desservie par l'autoroute A17 reliant Aveiro à Leiria.

## Histoire
Les premières références à Alhadas, dont le nom serait d'origine arabe, remontent au XIe siècle.
En 1514, Manuel Ier accorde une charte à la bourgade.
En 1989, Alhadas est élevé au rang de ville (vila). En 1997, Moinhos da Gândara devient une paroisse indépendante d'Alhadas.
Dans le cadre de la réforme territoriale de 2012-2013, la paroisse de Brenha est intégrée au territoire des paroisses voisines d'Alhadas et Quiaios. Contrairement à d'autres municipalités portugaises, aucune union de paroisses (en portugais : união de freguesias) n'est créée à Figueira da Foz et le nom de Brenha disparaît administrativement. Depuis, des initiatives pour la restauration de la paroisse de Brenha sont menées par la population.

## Démographie
Lors du recensement de 2021, Alhadas compte 4 108 habitants. C'est alors la paroisse rurale la plus peuplée de Figueira da Foz et la troisième paroisse la plus peuplée de la municipalité, derrière Buarcos e São Julião (18 386 habitants) et Tavarede (10 051 habitants).